# Acetanilid

Strukturformel för acetanilid

Acetanilid eller N-fenylacetamid (summaformel C8H9NO) är en kemisk förening. Den har tidigare varit känt som antifebrin (av grekiska anti, emot, och latin febris, feber) och använts som läkemedel med febernedsättande verkan. Acetanilid bildar färg- och luktlösa, glänsande, i kallt vatten svårlösliga kristallfjäll, som smälter vid 113–114°C.
Acetanilid framställdes första gången 1852 och syntetiseras genom långvarig inverkan av koncentrerad ättiksyra på anilin. Det rekommenderades 1887 som febernedsättande medel av A. Cahn och B. Hepp i Strasbourg, som gav det namnet antifebrin. Det fick därefter en ganska stor och mångsidig användning, inte enbart som febermedel, utan även som smärtstillande (vid neuralgier, migrän o.s.v.) och till följd av det som lugnande samt som antireumatiskt medel. Det gavs i dos av 0,2–0,3 g (åt fullvuxna) 1–2, högst 4 gånger på dygnet. Större doser undveks då de lätt framkallar obehagliga biverkningar: svettning, kräkningar, frossbrytningar, blåaktig ansiktsfärg och t. o. m. övergående symtom av kollaps, beroende på cyanos till följd av att hemoglobin omvandlas till methemoglobin.
Toxiciteten hos acetanilid ledde till sökandet efter anilinderivat med lägre toxicitet, vilket bland annat ledde till fenacetin. 1948 konstaterades det att acetanilidens farmaceutiska verkan berodde på att det metaboliserades till paracetamol. Biverkningen metheminglobinemi ansågs bero på att preparatet till en liten del hydrolyserades till anilin i kroppen, även om det inte kan uteslutas att en viss mängd anilin också fanns som förorening i preparat som användes i slutet av 1800-talet.